# Potplaninsko
Potplaninsko – wieś w Chorwacji, w żupanii karlowackiej, w gminie Barilović. W 2011 roku liczyła 7 mieszkańców.